# 李東烈
李東烈（イ・ドンヨル、韓：이동열、ラテン翻字：Lee Dong Yeol、2004年5月21日 - ）は、大韓民国出身のプロサッカー選手。
シンガポールプレミアリーグ・アルビレックス新潟シンガポール所属。ポジションはフォワード。

## 略歴
高校3年生の時に永徳高等学校を全国大会準優勝まで牽引する活躍で大会優秀選手賞を獲得した。崇実大学校に進学すると主力として活躍し、得点を重ねた。その活躍が認められ、2024年にはモーリスレベロトーナメントに挑む韓国代表U-23チームに招集された。
2025年1月10日、崇実大学校よりFC大阪へ2024年シーズンから完全移籍加入することが発表された。
2025年6月29日、シンガポールプレミアリーグのアルビレックス新潟シンガポールへの期限付き移籍が発表された。

## 所属クラブ
- 2019年  真成中学校（朝鮮語版）
- 2020年 - 2022年  永徳高等学校（朝鮮語版）
- 2023年 - 2024年  崇実大学校
- 2025年 -  FC大阪
  - 2025年6月 -  アルビレックス新潟シンガポール（期限付き移籍）

## 個人成績
| 国内大会個人成績 | 国内大会個人成績 | 国内大会個人成績 | 国内大会個人成績 | 国内大会個人成績                       | 国内大会個人成績 | 国内大会個人成績 | 国内大会個人成績 | 国内大会個人成績 | 国内大会個人成績 | 国内大会個人成績 | 国内大会個人成績 |
| 年度             | クラブ           | 背番号           | リーグ           | リーグ戦                               | リーグ戦         | リーグ杯         | リーグ杯         | オープン杯       | オープン杯       | 期間通算         | 期間通算         |
| 年度             | クラブ           | 背番号           | リーグ           | 出場                                   | 得点             | 出場             | 得点             | 出場             | 得点             | 出場             | 得点             |
| 日本             | 日本             | 日本             | 日本             | リーグ戦                               | リーグ戦         | リーグ杯         | リーグ杯         | 天皇杯           | 天皇杯           | 期間通算         | 期間通算         |
| ---------------- | ---------------- | ---------------- | ---------------- | -------------------------------------- | ---------------- | ---------------- | ---------------- | ---------------- | ---------------- | ---------------- | ---------------- |
| 2025             | FC大阪           | 26               | J3               | 0                                      | 0                | 1                | 0                | 0                | 0                | 1                | 0                |
| シンガポール     | シンガポール     | シンガポール     | シンガポール     | リーグ戦                               | リーグ戦         | リーグ杯         | リーグ杯         | シンガポール杯   | シンガポール杯   | 期間通算         | 期間通算         |
| 2025-26          | 新潟S            |                  | プレミア         |                                        |                  | -                | -                |                  |                  |                  |                  |
| 通算             | 日本             | 日本             | J3               | 0                                      | 0                | 1                | 0                | 0                | 0                | 1                | 0                |
| 通算             | シンガポール     | シンガポール     | プレミア         | \|\|\|\|colspan="2"\|-\|\|\|\|\|\|\|\| |                  |                  |                  |                  |                  |                  |                  |
| 総通算           | 総通算           | 総通算           | 総通算           | 0                                      | 0                | 1                | 0                | 0                | 0                | 1                | 0                |

## 代表歴
- 2024年 -   韓国 U-23
  - 2024年 モーリスレベロトーナメント代表